# Agitprop
Agitprop je kratica koja je nastala povezivanjem riječi agitacija i propaganda, i označava sva djela umjetnosti, panflete, igrokaze, filmove koji su povezani s nekom političkom porukom.  Izraz agitprop nastao je u SSSR-u i skraćenica je za državni "odjel za agitacije i propagande" (отдел агитации и пропаганды), koji je bio dio centralnog i regionalnih komiteta Komunističke partije u Sovjetskom Savezu. Prema zamišli KP-a SSSR-a, spajanjem agitacije s propagandom dobiva se snažnije oružje: propaganda djeluje na razum, dok agitacija djeluje na emocije osobe. U kasnijim godinama, Odjel za agitprop dobiva ime Odjel za ideologiju. 
Odjeli agitpropa bili su sastavni dio središnjih i regionalnih odbora komunističke stranke u realsocijalističkim državama. Agitprop je imao za cilj širenje komunističkih ideja. Propaganda je podržala informacije i hvalila dostignuća komunističke vlasti. Prikazivala je politiku Sjedinjenih Američkih Država i zapadne Europe kao politiku imperijalizma i trulog kapitalizma koja se temelji na izrabljivanju radnika.  Agitpropski časnici na čelu komunističke propagande djelovali su i na području indoktrinacijskih aktivnosti s primarnim ciljem mobilizacije ljudi u svrhe koje je postavila komunistička stranka. 

## Agitprop u SSSR-u i Jugoslaviji
Zbog niske obrazovanosti stanovništva i zbog nepostojanja masovnih javnih medija, Komunistička partija da bi mogli komunicirati svoje ideje i nametnuti svoju volju nad narodom, osmislila je način kako distribuirati svoje ideje u narod koji bi bio prihvatljiv i razumljiv. Širenje ideja kao načela komunističke ideologije bila je samo jedna od zadaća Ureda za agitprop u SSSR-u i Jugoslaviji, druge zadaće bile su: stjecanje podrške za povećanje pismenosti, higijene, ili unaprijeđenje poljoprivednih metoda. 

## Agitprop u zapadnim zemljama
Agitprop je doveo do uspona agitpropsko kazalište, odnoso visoko politizirano politički lijevo orijentirano kazalište koje je nastalo tokom 1920-tih godina u Europi i koji se proširio kasnije u SAD. Najpoznatiji pisac agitpropskih kazališnih dijela bio je Bertolt Brecht.

## Vanjske poveznice
- Dokumenti Agitpropa o odnosu hrvatskih komunista prema vjeronauku  - Feljton Glasa Koncila